# Петропавловский собор (Пермь)
Петропавловский собор — православный храм в Перми, одно из самых первых каменных сооружений города. Расположен в начале улицы Петропавловской, вблизи микрорайона Разгуляй, в месте, с которого начал развиваться город. Построен в стиле провинциального барокко.

## История
В 1723 году главный управляющий Сибирскими казёнными заводами Вильгельм Геннин распорядился построить в устье реки Егошихи (Ягошихи), впадающей в Каму, медеплавильный завод. В 1724 году рядом с заводом начали строить деревянную церковь, а в 1757 году здесь же была заложена каменная церковь Петра и Павла, которая была построена в 1764 году. 12 августа 1781 года церковь была переименована в Петропавловский собор. Священников назначала собственноручно Екатерина II. На протяжении двух веков здесь вели службу ведущие духовные лица Пермской епархии. Собор действовал и в первые годы советской власти.
13 апреля 1929 года (после указа Совнаркома от 8 апреля) в ходе антирелигиозной компании собор был закрыт. Ликвидационная комиссия в составе представителя городской административной части, священника, участкового милиционера и других должностных лиц постановила разделить имущество собора. Верующие получили три престола, алтарь, священные книги и другое, а здание с оградой было отдано в ведомство коммунального хозяйства.
В советское время здание пытались приспособить под разные цели. Но ни клуб железнодорожников, ни спортзал, ни реставрационные мастерские здесь не прижились. В 1990 года собор был вовращён верующим, реставрирован, сейчас в нём проходят службы.

## Духовенство
С 1916 по 1922 год настоятелем был Никита (Делекторский), в будущем священномученик.